# یاسی‌ها
یاسی‌ها (مجاری: Jász) گروهی از مردمان ایرانی تبار ساکن اروپا و از تیره سکاها هستند که در سده سیزدهم به دنبال حمله مغول از سرزمین‌های شرقی‌تر و قفقاز به همراه کومان‌ها راهی دشت مجارستان شدند. یاسی‌ها از دیرباز در ناحیه یاس‌برنی زندگی می‌کنند و تا سده پانزدهم به گویش یاسی از زبان آسی سخن می‌گفتند. امروزه این زبان فراموش شده ولی یاسی‌ها ویژگی‌های فرهنگی-نژادی خود را هنوز نگاه داشته‌اند.

## نمونهٔ زبانی

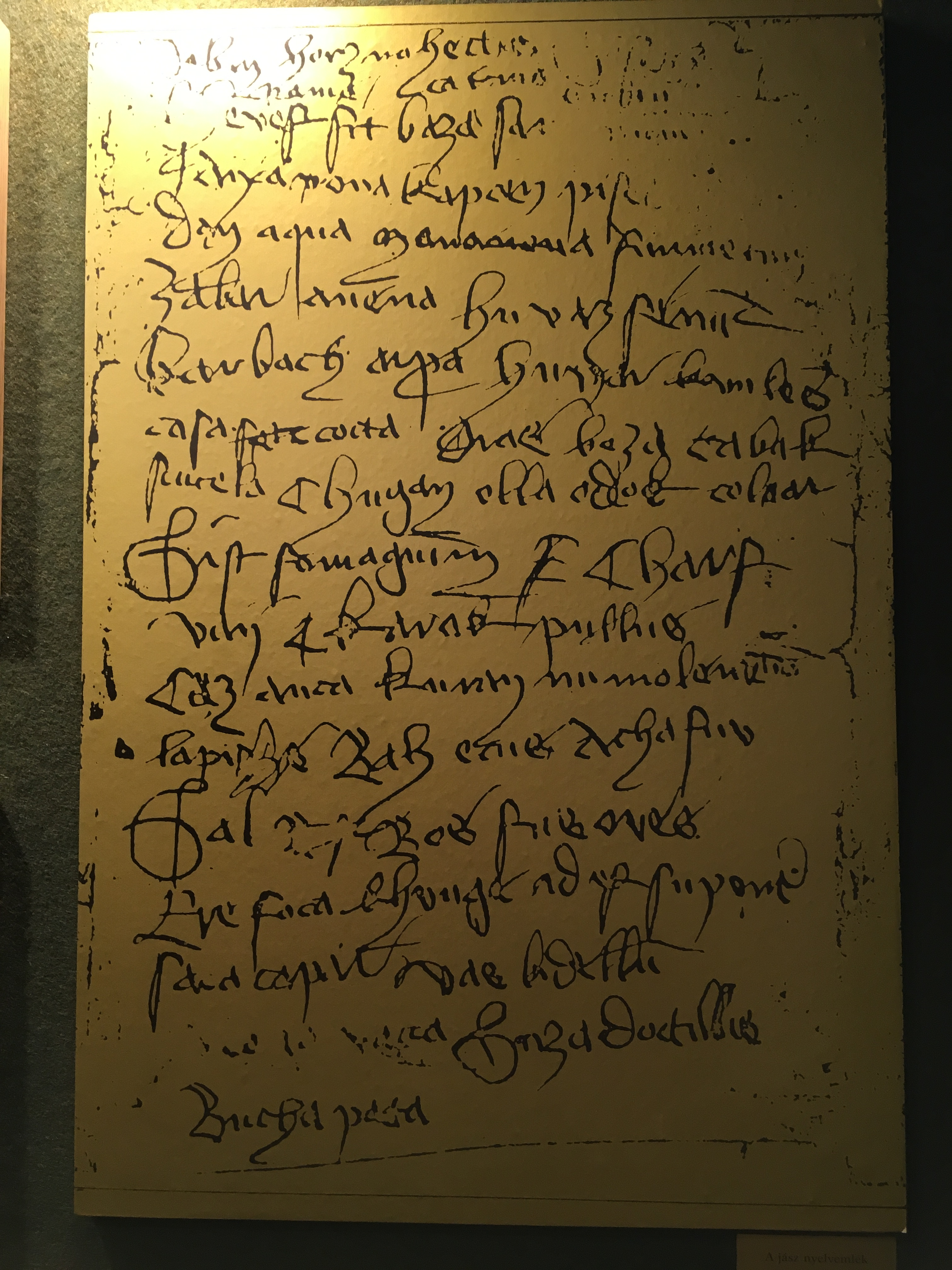
نسخهٔ چاپی

تاکنون تنها نمونه یافت‌شده از زبان یاسی یک صفحه از لغات با ترجمهٔ لاتین آن است که در سال ۱۹۵۷ در پشت یک سند قدیمی در سازمان اسناد ملی مجارستان دیده شد. تاریخ این متن که مربوط به سیزدهم ژانویهٔ ۱۴۲۲ است، با عبارت: «روز به خیر صاحب[مزرعه]» شروع می‌شود و فهرستی از مواد غذایی به همراه معادل لاتین دارد. صاحب نامه احتمالاً برای تهیهٔ مواد به روستای یاس‌فالو رفته‌بوده‌است. ترک‌شناس مجار، دیولا نِمِت با کمک زبان آسی به گویش دیگورون متن را رمزگشایی کرده و یک واژه‌نامه کوچک از اسم‌ها، تعارفات و فرمول ضمائر ملکی تهیه کرده‌است. نسخهٔ چاپی تنها نمونه از این زبان در موزهٔ یاس‌برنی قابل بازدید است.

## سرنای لهل

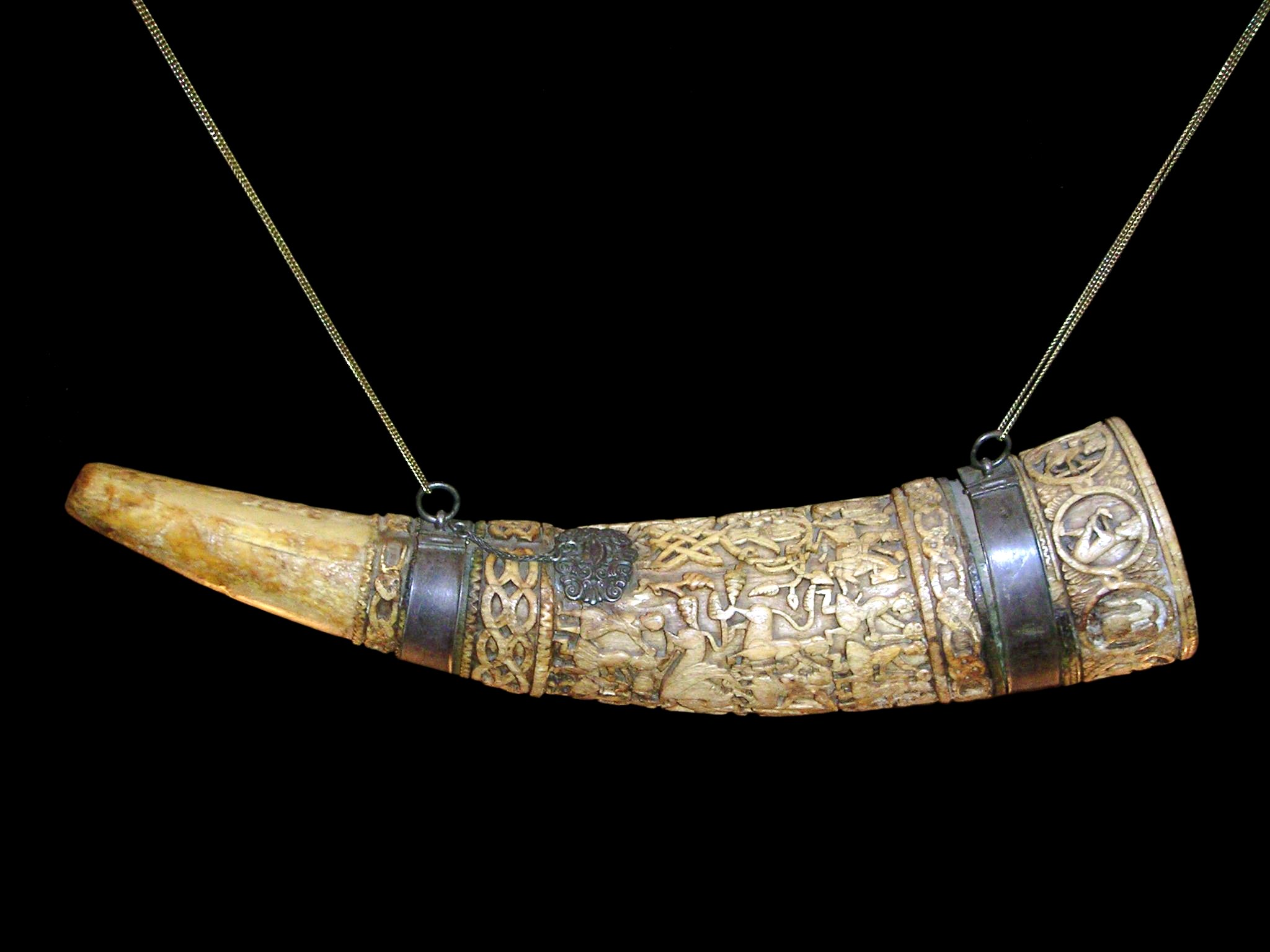
شاخ لهل

شاخی که به عنوان سرنا کاربرد داشته و نماد مشترک یاسی‌ها محسوب می‌شود، طبق اسطوره متعلق به یکی سردارانِ مجارستان به نام لِهِل بوده‌است. وی فرماندهٔ پرنس تاکشونْی و از نوادگاند آرپاد بود و در نبرد لشفلد به سال ۹۵۵ کشته شد. او به همراه فرمانده دیگری به نام بولچو از چهره‌های مشهور یورش به اروپا بودند.
رویدادنامه‌ای تصویری از حدود چهارصد سال بعد، قرن چهاردهم در دربار لایوش یکم روایت این سردار را به عنوان قهرمانی که در بند نیز دست از مبارزه برنداشت، به تصویر کشیده‌است. روایتش آن است که، مجارها به نزدیکی شهر آوگسبورگ، رود لش رسیدند ولی سپاه آلمانی مجارها را شکستی سخت داده و آنان را به طرز بی‌رحمانه‌ای قتل‌عام یا زندانی کردند. لهل و بولچو را نزد اتوی یکم، امپراتور آوردند؛ وی از آنها پرسید: «چرا مجارها چنان رفتار بیرحمانه‌ای علیه مسیحیان دارند»؛ آنها جواب دادند: «ما انتقام خدای متعالیم که به صورت بلا نازل شدیم»؛ آنگاه امپراتور از آنها پرسید چه نوع مرگی را خواهانند؟ لهل پس از این خواست که سرنایش آورده شود تا در آن بدمد؛ پس از آن پاسخ خواهد داد. شاخ به وی داده شد و او قدمی به سوی امپراتور نزدیک شد و چنان با آن بر امپراتور کوبید که در دم جان داد. لهل بر جسم بیجان چنین گفت: «تو در جهان دیگر به من خدمت خواهی کرد». سکاها بر این باور رایج بودند که هرکسی را که در زندگی بکشند در جهان دیگر بردهٔ آنها خواهد شد. هر دو فرمانده پس از این ماجرا به سرعت در رگنسبورگ به دار آویخته شدند. این رویدادنامه به زبان لاتین و با تصاویر تهیه شده و با نام کرونیکون پیکتوم معروف است.
شاخِ منتسب به این روایت اکنون در موزهٔ یاس‌برنی نگاهداری می‌شود. شاخ از عاج فیل ساخته شده، تزئینات بیزانسی مربوط به قرن ‎دوازه دارد و انتهای لب آن پریده شده‌است.

## یادداشت
1. ↑  Lehel
2. ↑  Taksony
3. ↑  Bulcsú
4. ↑  Chronicon Pictum